# Сеновалов Микола Миколайович
Микола Миколайович Сеновалов (нар. 28 липня 1959, Запоріжжя, УРСР) — радянський футболіст, захисник.

## Кар'єра гравця
Футбольну кар'єру розпочав 1977 році в складі «Металурга». Дебютував у футболці запорізького клубу 15 травня 1977 року в програному (0:1) виїзному поєдинку 8-о туру Першої ліги СРСР проти орджонікідзенського «Спартака». Микола вийшов на поле на 83-й хвилині, замінивши Олександра Поліщука. Потім проходив військову службу. У 1981 році повернувся до «Металурга», але так і не зіграв жодного офіційного матчу й залишив команду.
По ходу сезону 1981 року перейшов до «Актюбинця». У складі нового клубу дебютував 19 квітня 1981 року в переможному (2:1) виїзному поєдинку 1-о туру 7-ї зони Другої ліги проти уральського «Уральця». Сеновалов вийшов на поле в стартовому складі та відіграв увесь матч. Дебютним голом у складі «Актюбинця» відзначився 2 травня 1981 року в переможному (3:1) домашньому поєдинку 4-о туру 7-ї зони Другої ліги проти «Булата» (Теміртау). Микола вийшов на поле в стартовому складі та відіграв увесь матч. У команді відіграв 9 неповних сезонів, у складі актюбинського клубу в чемпіонатах СРСР зіграв 266 матчів (26 голів). 
Кар'єру футболіста завершив 1990 року в клубі Другої нижчої ліги у футболці «Спартак» (Семей).

## Кар'єра тренера
По завершенні кар'єри гравця розпочав тренерську діяльність. З 1995 по 1997 рік допомагав тренувати «Актобе». У 2000-х роках повернувся до України, де працював у ДЮСШ «Металург» (Запоріжжя). З липня 2013 по червень 2015 року працював у клубній структурі «Металурга» (Запоріжжя). З липня 2015 року — знову працює в ДЮСШ «Металург» (Запоріжжя).